# روبرت ألفورد
روبرت ألفورد (بالإنجليزية: Robert Alford)‏ هو لاعب كرة قدم أمريكية أمريكي، ولد في 1 نوفمبر 1988 في هاموند في الولايات المتحدة.

## وصلات خارجية
- روبرت ألفورد على موقع إي إس بي إن.كوم (أن.أف.أل)3
- روبرت ألفورد على موقع مرجع كرة القدم المحترفة.كوم (الإنجليزية)